# Toumy Degham
Toumy Degham (1979) es un deportista francés que compitió en triatlón. Ganó una medalla de bronce en el Campeonato Africano de Triatlón de 2008.

## Palmarés internacional
| Campeonato Africano | Campeonato Africano | Campeonato Africano | Campeonato Africano |
| Año                 | Lugar               | Medalla             | Prueba              |
| ------------------- | ------------------- | ------------------- | ------------------- |
| 2008                | Hammamet (Túnez)    | Medalla de bronce   | Individual          |

1. ↑  En algunas ediciones del Campeonato Africano se permitió la participación de triatletas de otros continentes.